# Hennie van der Most

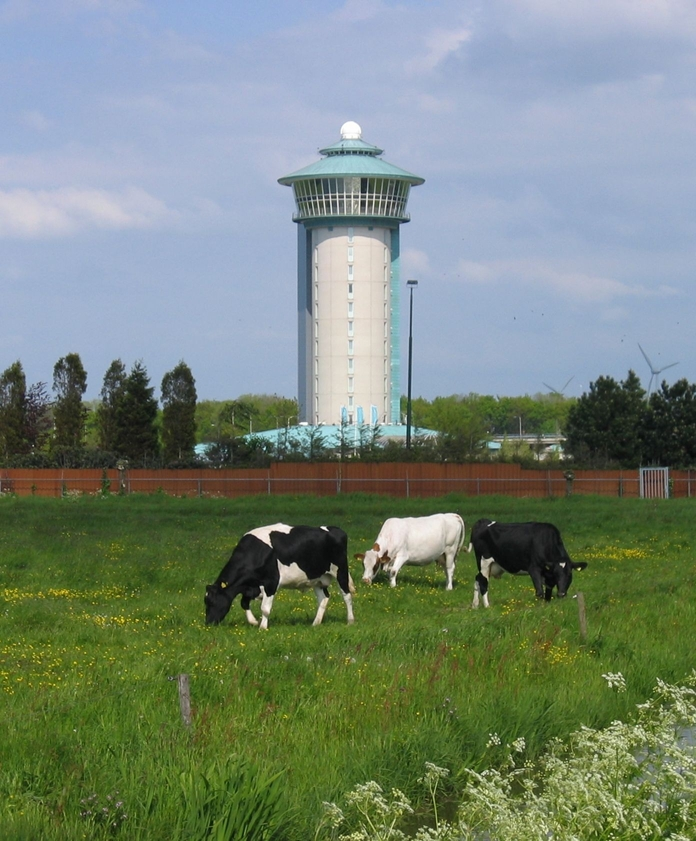
De Koperen Hoogte (2005)

Hennie van der Most (Slagharen, 23 maart 1950) is een Nederlands ondernemer. Hij koopt voornamelijk oude bedrijfspanden op en bouwt deze om tot horeca- en amusementsgelegenheden.

## Biografie
Van der Most werd geboren als boerenzoon. Hij volgde drie jaar de LTS en had diverse baantjes. In 1974 begon hij een handel in oud ijzer. Zijn recreatieondernemingen zijn ontstaan uit een privé-zwembad met sauna in zijn schuur in Slagharen. De hele buurt mocht er tegen betaling gebruik van maken, maar de gemeente Hardenberg verbood hem zijn schuur voor publiek open te stellen. In 1980 kocht Van der Most een leegstaande bontweverij in zijn woonplaats Slagharen om daar zwem- en saunacentrum De Bonte Wever van te maken. Diverse andere projecten zouden volgen.
Van der Most staat bekend als een eigenzinnig en pragmatisch ondernemer die weinig op heeft met ambtelijke besluitvorming en gedetailleerde plannen op papier. (Ver)bouwen en plannen maken doet hij het liefst tegelijkertijd. Hij verplaatst zich graag per helikopter. Zijn vermogen werd in 2017 door het maandblad Quote geschat op 75 miljoen euro.
Van der Most kwam in opspraak, nadat een lasser uit Kazachstan, die illegaal in dienst was bij een onderaannemer, in Kalkar van een steiger viel en kwam te overlijden. In juli 2004 werd Van der Most uitgeroepen tot meest markante horecaondernemer van Overijssel van het jaar 2004. Van der Most is voorzitter van DGA Network, een belangenorganisatie van zelfstandige ondernemers en directeuren-grootaandeelhouders.
Bij de verschillende bedrijven van Hennie van der Most werken in totaal zo'n 350 mensen.

## Bekende ondernemingen
(naam, plaats, oorspronkelijke functie van het gebouw)
- 1980: De Bonte Wever, Slagharen, weverij (afgebrand in 2001)
- 1985: Speelstad Oranje, Oranje, aardappelmeelfabriek, 27 september 2015 gesloten.[1]
- 1988: Preston Palace, Almelo, ziekenhuis (verkocht in 2011)
- 1994: Evenementenhal, Hardenberg, tapijthal (verkocht)
- 1995: Wunderland Kalkar en Kernies Familienpark, Kalkar (D), kweekreactor Kalkar, in 2022 verkocht.[2]
- 1996: De Smelt Assen. Verkocht in 2009. Nadat de De Bonte Wever in Slagharen was afgebrand werd de Smelt  Hotel de Bonte Wever.
- 2001: De Koperen Hoogte, De Lichtmis, Zwolle, restaurant in watertoren, in 2015 gesloten en vervolgens verhuurd, verkocht in 2022
- 2003: Evenementenhal, Rijswijk (Zuid-Holland), bakkerij (verkocht)
- 2005: Evenementenhal, Gorinchem, distributiecentrum (verkocht)
- 2006: Vakantiepark Oranje, Oranje, koelcontainers, september 2014 gesloten, in 2021 verkocht
- 2007: Nordsee Spielstadt Wangerland, Wangerland (D), militaire basis
- 2007: De Vluchtheuvel, Norg, pretpark (januari 2007 gesloten en afgebrand in 2010)
- 2013: Funpark Meppen, Meppen (D), energiecentrale
- 2017: Most Amusement Rides, Schuinesloot, een bedrijf dat is gespecialiseerd in de ontwikkeling van attracties (verkocht in 2021)
- 2018: Rivoli Pretpark Rotterdam, Rotterdam, AVR-terrein (sinds 2012 in aanbouw)[3]

Daarnaast heeft Van der Most sinds 1975 een bedrijvencomplex met onder andere een ijzerhandel, een horecahandel, een bouwhandel in Schuinesloot.
In 2001 brandde De Bonte Wever in Slagharen af. Van der Most wilde aanvankelijk het zwem- en saunaparadijs herbouwen. Eind 2004 besloot hij dit geen doorgang te laten vinden, omdat hij de eisen die de provincie Overijssel stelde te hoog vond. De Bonte Wever is later teruggekeerd in Assen.
In maart 2007 brandde Staalbouw Special Products volledig af. De brandweer wist de brand onder controle te krijgen, zodat de omliggende bedrijven geen schade ondervonden. Als gevolg van de brand kwamen meer dan 2.500 tropische vogels en vissen om het leven. In het verwoeste pand, dat centraal lag op het bedrijventerrein van Van der Most in Schuinesloot, was de ondernemer tientallen jaren eerder zijn 'imperium' begonnen.

## Operatie Van der Most
In 2009 presenteerde Van der Most het MAX-programma Operatie Van der Most waarin hij als 'bedrijvendokter' fungeerde voor noodlijdende bedrijven. De Britse ondernemer John Harvey-Jones (die in 2008 overleed) presenteerde in de vroege jaren negentig een soortgelijke serie, getiteld Troubleshooter voor de BBC. Later werd dit programma gepresenteerd door Gerry Robinson.